# 八坂神社 (旭市)
八坂神社（やさかじんじゃ）は、千葉県旭市（下総国海上郡）にある神社。太田八坂神社ともいう。旧社格は村社。

## 概要
太田八坂神社で、毎年7月26日・27日に開催される祇園祭では無言劇が奉納され最終演目としてつく舞が演じられる。昇り獅子に扮した若者が高い柱（つく柱）に登り軽業を披露し、最後には紙吹雪を撒く。ちなみに柱から落ちると生き埋めにされるそうだ。進行中地区の子供たちは“エンヤーホー”と掛け声をかけるので、エンヤーホーのお祭りともいわれ、1999年（平成11年）に選択無形民俗文化財に選ばれ、2008年（平成20年）には千葉県の無形民俗文化財に指定された。

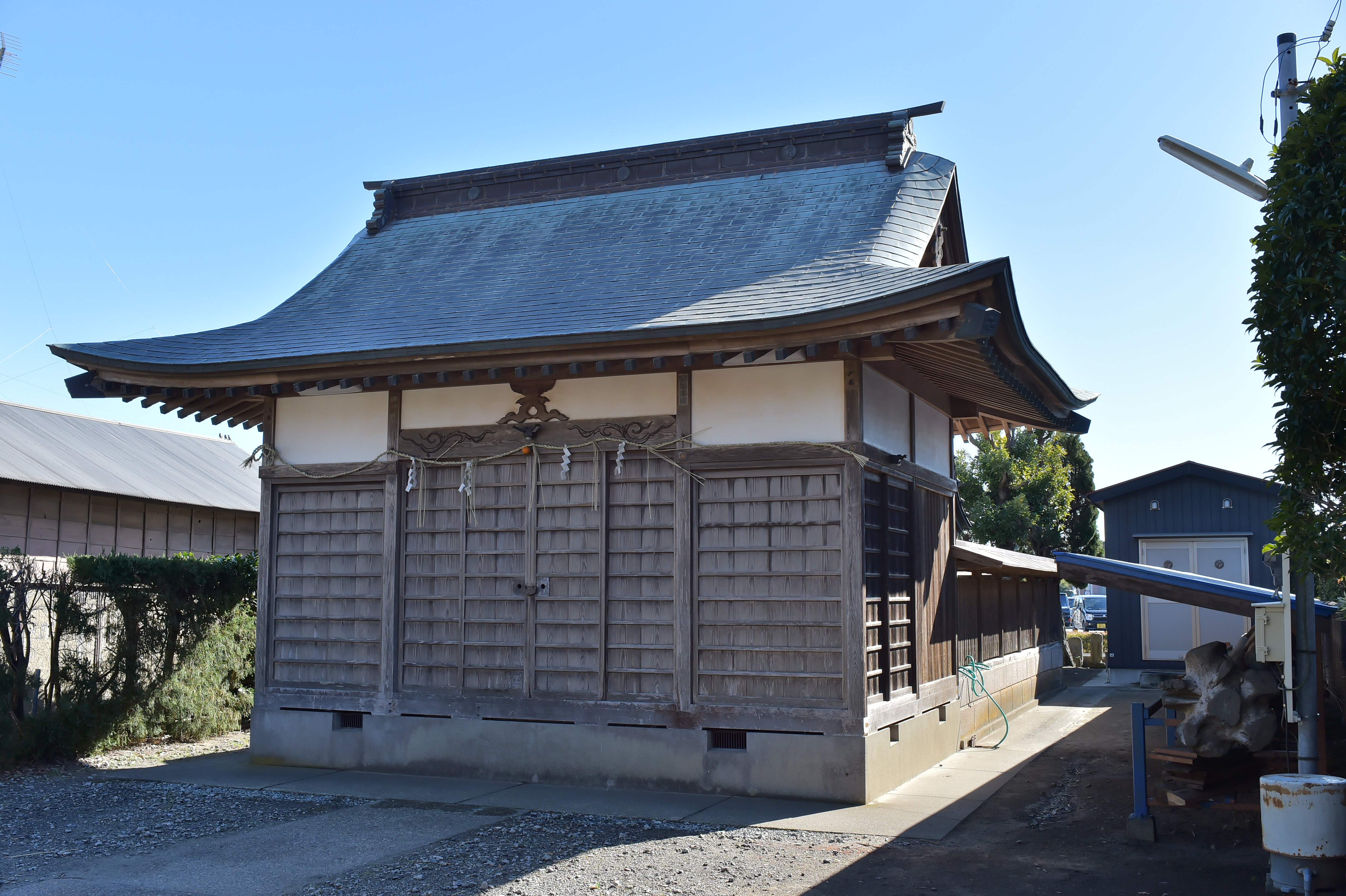
八坂神社の拝殿

## 交通
- JR総武本線 旭駅下車徒歩15分